# Brachyptera bulgarica
Brachyptera bulgarica is een steenvlieg uit de familie vroege steenvliegen (Taeniopterygidae). De wetenschappelijke naam van de soort is voor het eerst geldig gepubliceerd in 1962 door Raušer.